# گوهر مکتب ایبسن
گوهرِ مکتبِ ایبسن (به انگلیسی: Quintessence of Ibsenism) مقاله‌ای است دربارهٔ آثارِ هنریک ایبسن که جرج برنارد شاو در اوایلِ دههٔ ۱۸۹۰ میلادی نوشت و سپس‌تر به صورتِ کتاب منتشر کرد. به عقیدهٔ بهزاد قادری سُهی «وقتی برنارد شاو دربارهٔ «جوهرهٔ ایبسن» سخن می‌گوید، به همان چیزی اشاره می‌کند که گادامر به آن می‌گوید سخن پنهان Verbam interium.»